# Altenhagen (Lohmen)
Altenhagen is een plaats en voormalige gemeente in de Duitse deelstaat Mecklenburg-Voor-Pommeren en maakt deel uit van de gemeente Lohmen in het district Rostock.